# Andapafito
Andapafito est une commune urbaine malgache située dans la partie centre-est de la région d'Analanjirofo.